# Kostel svaté Anny (Přehořov)
Kostel svaté Anny, také kaple svaté Anny, v Přehořově v obvodu římskokatolické farnosti Soběslav, je kulturní památka České republiky.
Stavba pochází z roku 1695 (byla postavena v raně barokním slohu). Na počátky 19. století byla stavebně upravena. Kostelní loď je plochostropá.
Presbytář (kněžiště) má křížovou klenbu, jsou v něm dvě sochy z poloviny 18. století. Hlavní oltář a oba boční oltáře pochází z přelomu 17. a 18. století. Obraz svaté Anny, který je na hlavním oltáři, pochází z roku 1868.